# کورتنی نیمیک
کورتنی نیمیک (انگلیسی: Courtney Niemiec؛ زادهٔ ۱۳ آوریل ۱۹۹۲) بازیکن فوتبال اهل ایالات متحده آمریکا است.
از باشگاه‌هایی که در آن بازی کرده‌است می‌توان به وسترن نیویورک فلش و باشگاه فوتبال پورتلند تورنز اشاره کرد.